# Thanatos (együttes)
A Thanatos holland death/thrash metal együttes. 1984-ben alakultak Rotterdamban. Ők a legrégebbi holland death metal együttes. Második nagylemezük pozitív visszajelzést kapott a holland Oor magazintól és több külföldi magazintól is. Mivel folyamatosan tagcserék történtek, illetve problémáik akadtak a második album terjesztésével, reklámozásával és még a jogok birtoklásával is, így 1992-ben feloszlottak. A Cannibal Corpse-szal és az Exhorderrel való turnéjukat is le kellett mondaniuk.
1999-ben Stephan Gebédi újraalakította a zenekart.

## Diszkográfia

### Demók
- Speed Kills (1984)
- Rebirth (1986)
- The Day Before Tomorrow (1987)
- Official Live Tape 1987 (1987)
- Omnicoitor (1989)

### Stúdióalbumok
- Emerging from the Netherworlds (1990)
- Realm of Ecstasy (1992)
- Angelic Encounters (2000)
- Undead. Unholy. Divine. (2004)
- Justified Genocide (2009)
- Global Purification (2014)
- Violent Death Rituals (2020)

### Koncert albumok
- Official Live Tape 1987 (2011-es újrakiadás)

### Válogatáslemezek
- Thanatology: Terror From The Vault (2019)

### EP-k
- Beyond Terror (2002)
- The Burning of Sodom/...And Jesus Wept (2006)
- Thanatos/Asphyx split lemez (2011)
- Blind Obedience/Thanatos (2019)

## Tagok
- Stephan Gebédi - ének, gitár (1984-)
- Paul Baayens - gitár (1999-)
- Mous Mirer - basszusgitár (2019-)
- Martin Ooms - dob (2017-)

## Korábbi tagok
- Marcel van Arnhem - dob (1984-1985)
- Remco de Maaijer - gitár (1984-1985)
- André Scherpenberg - basszusgitár (1986-1987)
- Rob de Bruin - dob (1986)
- Remo van Arnhem - dob (1986-1992)
- Erwin de Brouwer - basszusgitár (1987), gitár (1988-1992)
- Mark Staffhorst - gitár (1987-1988)
- Ed Boeser - basszusgitár (1988-1992)
- Theo van Eekelen - basszusgitár (1999-2001)
- Aad Kloosterwaard - dob (1999-2001)
- Marco de Groot - dob (2009-2012)
- Yuri Rinkel - dob (2001-2009, 2013-2017)
- Marco de Bruin - basszusgitár, gitár (2001-2019)